# آدیس هارماندیان
آدیس هارماندیان (ارمنی: Ադիս Հարմանդյան؛ انگلیسی: Adiss Harmandian؛ زادهٔ ۱۴ ژانویهٔ ۱۹۴۵ - درگذشته ۱ سپتامبر ۲۰۱۹) یک خواننده سبک پاپ ارمنی-لبنانی بود. وی شهروندی ایالات متحده آمریکا را نیز داشت و در لس آنجلس زندگی می‌کرد.
در دهه ۱۹۶۰ میلادی شروع به فعالیت هنری کرد نخستین تک ترانه وی گل‌ها (ارمنی: Ծաղիկներ Dzaghigner) بود. هارماندیان بیش از ۳۰ آلبوم و حدود ۴۰۰ ترانه منتشر نمود و جوایز بیشماری در جمهوری ارمنستان و خارج از ارمنستان دریافت نمود. در جریان جنگ داخلی لبنان به ایالات متحده آمریکا مهاجرت نمود و در لس آنجلس سکونت گزید.

## جوایز
- نشان مسروپ ماشتوتس